# São José da Laje (kommun)
São José da Laje är en kommun i Brasilien.   Den ligger i delstaten Alagoas, i den östra delen av landet, 1 500 km nordost om huvudstaden Brasília. Antalet invånare är 22 689.
Följande samhällen finns i São José da Laje:
- São José da Laje

Omgivningarna runt São José da Laje är en mosaik av jordbruksmark och naturlig växtlighet. Runt São José da Laje är det ganska tätbefolkat, med 62 invånare per kvadratkilometer.